# Тджим
Тджим ( корейською: 찜) — страви корейської кухні, що приготовані на пару або відварюванням  м’яса, курки, риби або молюсків, які були спочатку замариновані в соусі. Техніка приготування спочатку стосувалася страв, приготованих у глиняній пароварці сиру, яка в основному використовується для приготування тток. З часом технологія приготування розповсюдилась на інші страви, які приготовані на пару. Сучасний спосіб приготування більшості страв тджим ґрунтується на кип’ятінні у бульйоні або невеликій кількості рідини, використовуючи як сиру так й сучасні пароварки.
Інгредієнти страви маринуються в соусі, потім відварюються з невеликою кількістю води, для посилення смаку додають різні овочі та спеції.

## Різновиди
- Galbi-jjim (갈비찜), виготовлений шляхом приготування на пару маринованого кальбі (коротких яловичих ребер) з нарізаною кубиками картоплею та морквою в соєвому соусі.
- Andong jjimdak (찜닭), приготований шляхом приготування на пару курки з овочами та рисовою локшиною в соєвому соусі.
- Gyeran-jjim (계란찜), зроблений з яєць
- Saengseon jjim (생선찜), зроблений з риби
  - Агу-тджим (아구찜), з маринованого чорноротого вудилка, Styela clava, паростків сої і мінарі. Це місцева фірмова страва провінції Південний Кьонсан.
  - Домі-тджим (도미찜), зроблений з морського ляща
  - Eundaegu-jjim (은대구찜), зроблений з тріски
- Чонбок-тджим(전복찜), виготовлений з морських вушок, маринованих у соєвому соусі і рисовому вині
- Dubu-jjim (두부찜), зроблений з тофу
- Токпоккі (떡볶이), зроблений з тток

## Галерея

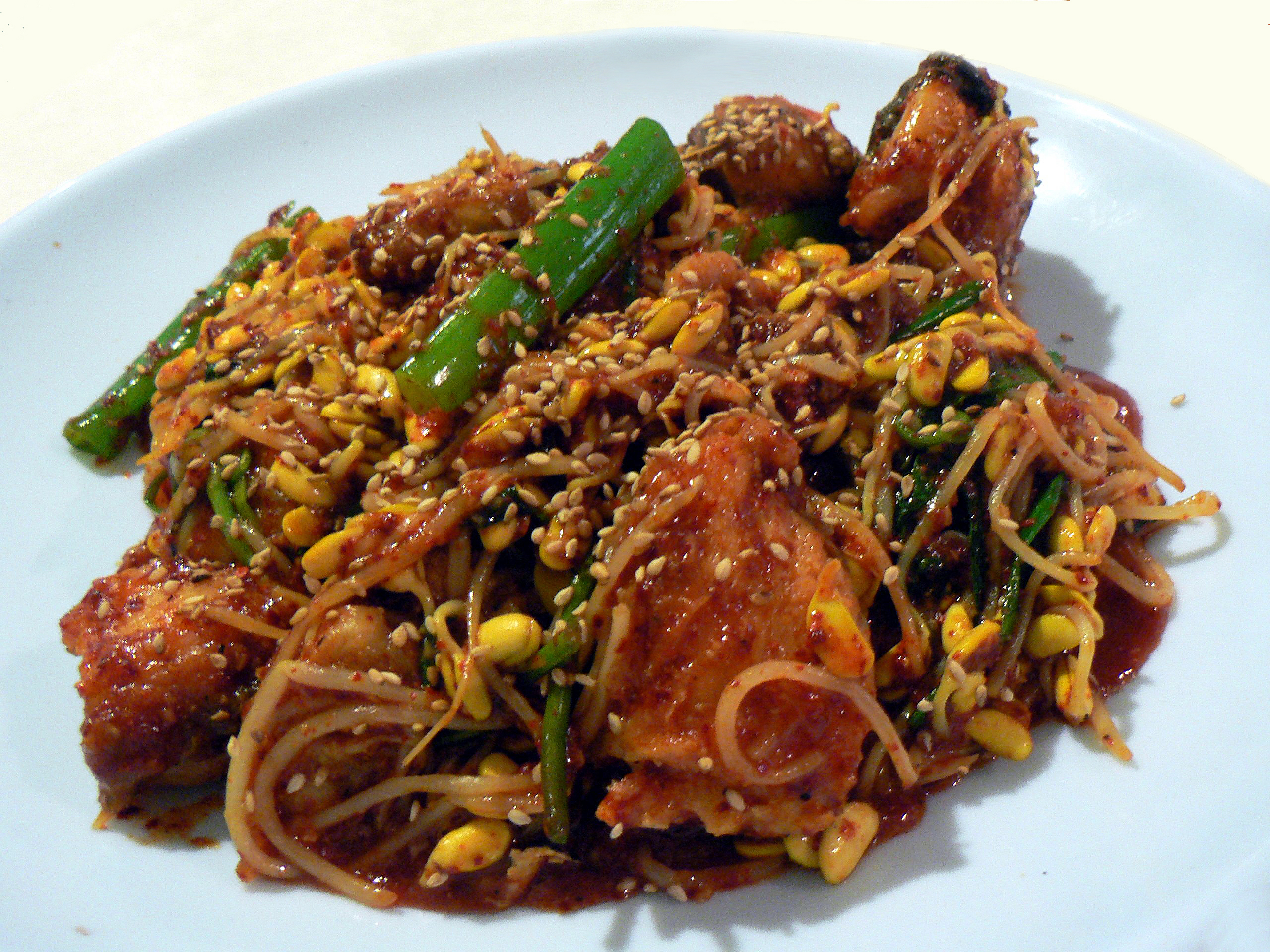
Агві-тджим
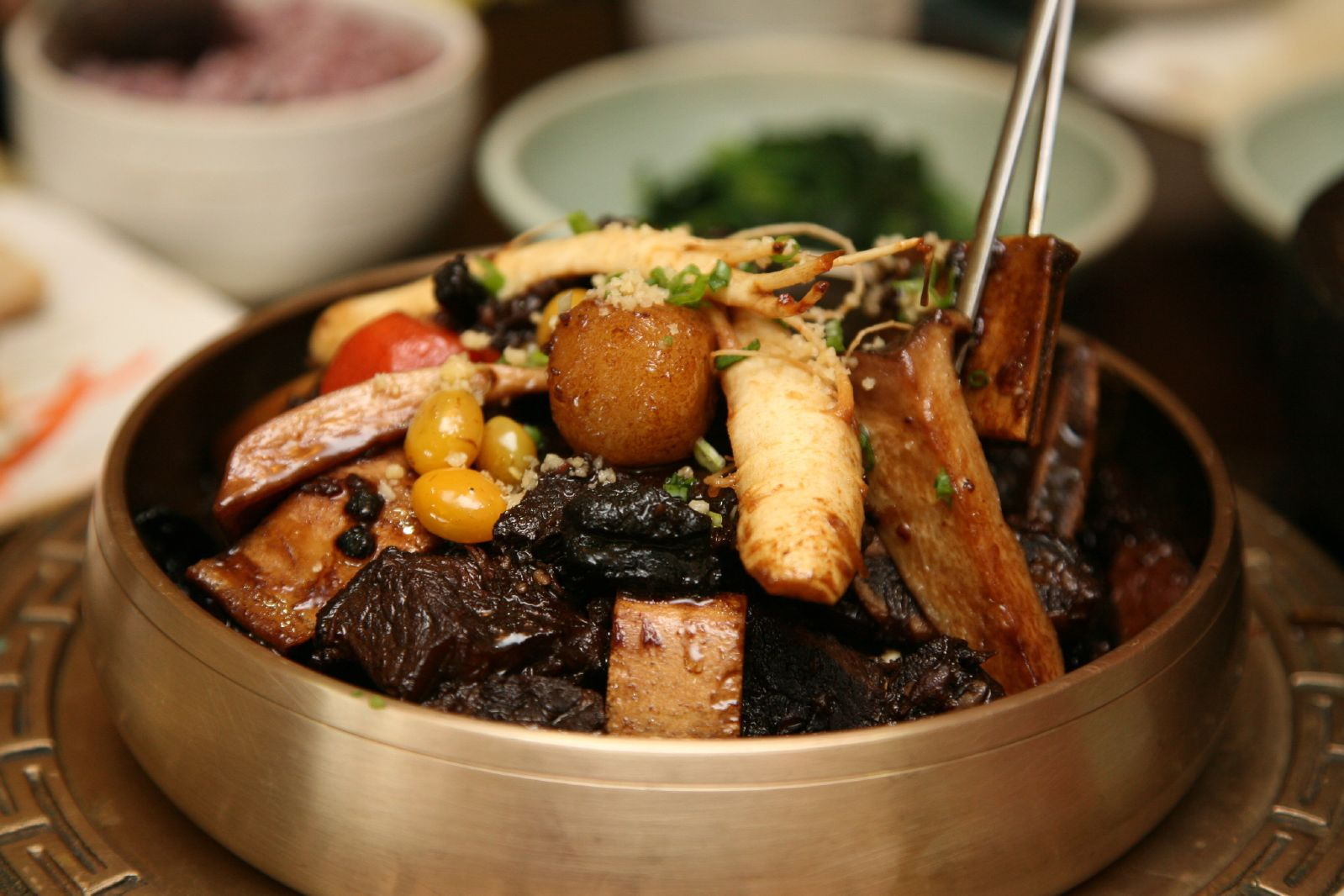
Галбі-тджим
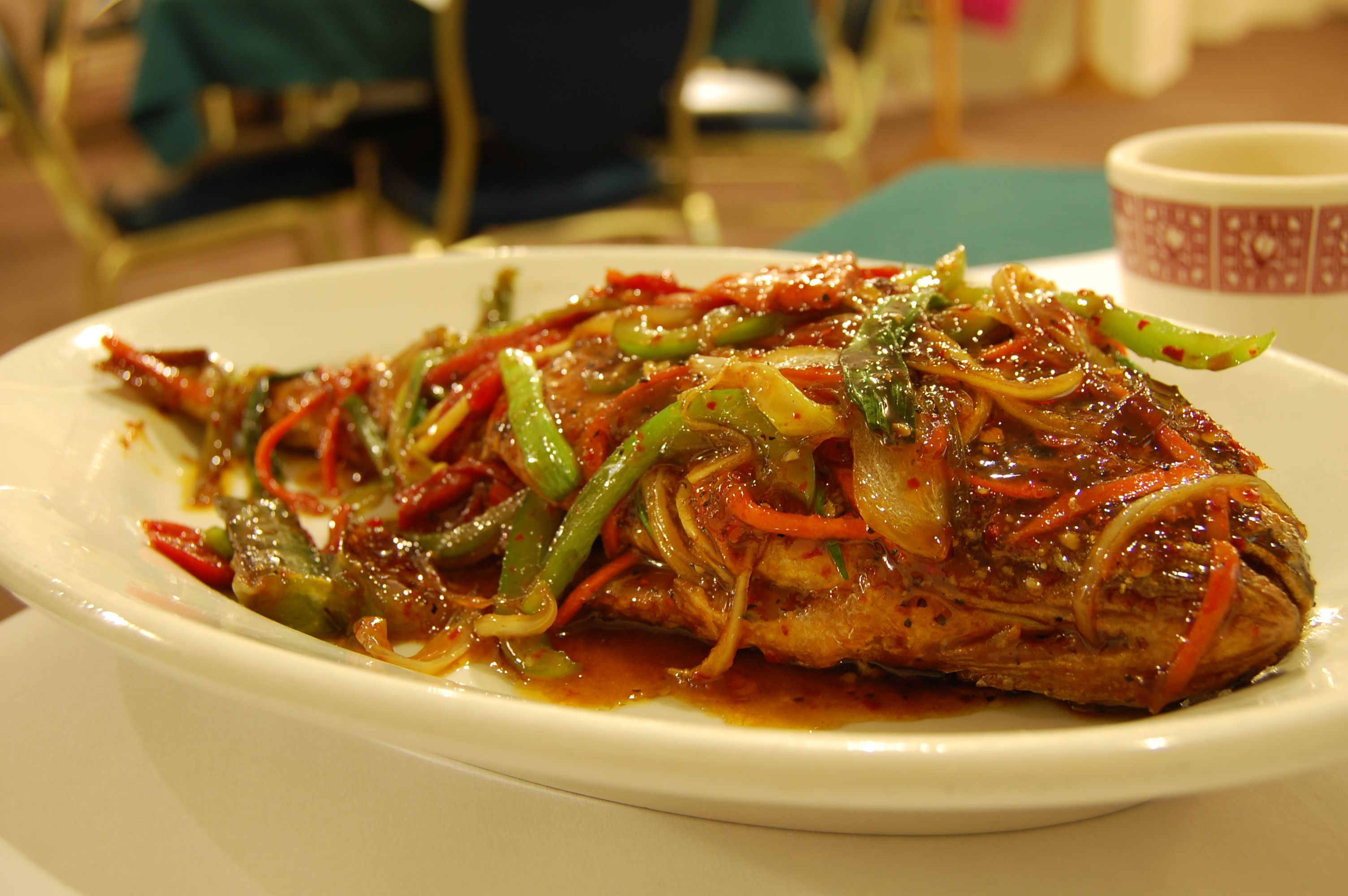
Jogi-jjim
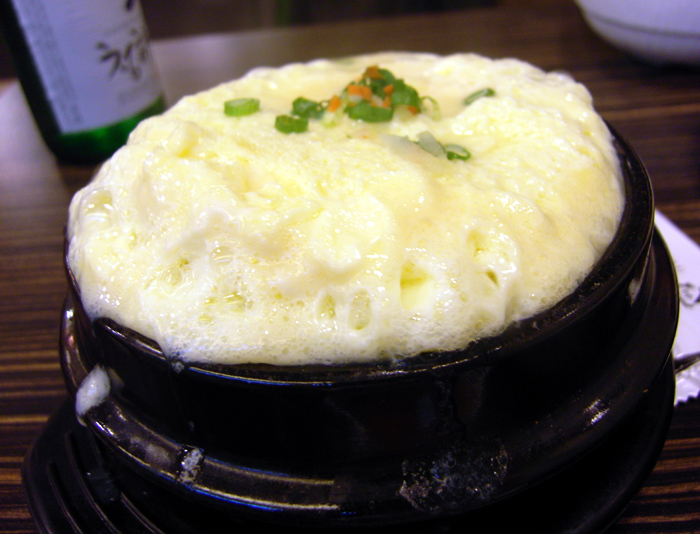
яєчний Тджим
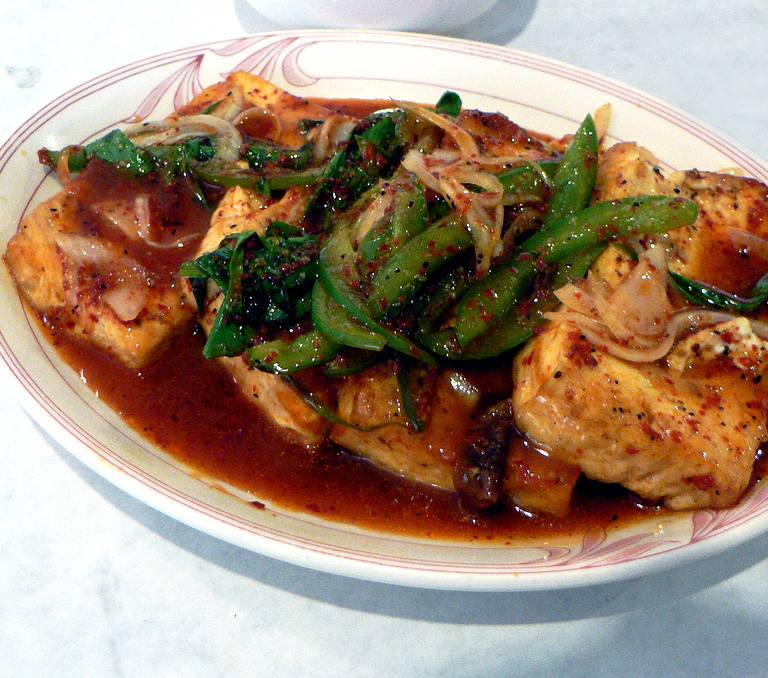
тофу Тджим